# Ritchey
Ritchey és una població dels Estats Units a l'estat de Missouri. Segons el cens del 2000 tenia 76 habitants.

## Demografia
Segons el cens del 2000, Ritchey tenia 76 habitants, 35 habitatges, i 22 famílies. La densitat de població era de 586,9 habitants per km².
Dels 35 habitatges en un 28,6% hi vivien nens de menys de 18 anys, en un 40% hi vivien parelles casades, en un 8,6% dones solteres, i en un 37,1% no eren unitats familiars. En el 34,3% dels habitatges hi vivien persones soles el 14,3% de les quals corresponia a persones de 65 anys o més que vivien soles. El nombre mitjà de persones vivint en cada habitatge era de 2,17 i el nombre mitjà de persones que vivien en cada família era de 2,82.
Per edats la població es repartia de la següent manera: un 23,7% tenia menys de 18 anys, un 9,2% entre 18 i 24, un 19,7% entre 25 i 44, un 30,3% de 45 a 60 i un 17,1% 65 anys o més.
L'edat mediana era de 43 anys. Per cada 100 dones de 18 o més anys hi havia 93,3 homes.
La renda mediana per habitatge era de 17.500 $ i la renda mediana per família de 26.250 $. Els homes tenien una renda mediana de 16.250 $ mentre que les dones 18.750 $. La renda per capita de la població era de 13.048 $. Cap de les famílies i el 10,1% de la població estaven per davall del llindar de pobresa.

## Poblacions més properes
El següent diagrama mostra les poblacions més properes.